# Скоґгалль
Скоґгалль (швед. Skoghall, дос. «лісовий зал») - місто та адміністративний центр комуни Гаммаре, лен Вермланд, Швеція з 13 265 жителями (2010). Stora Enso з паперовою виробництвом є найбільшим роботодавцем у місті. Другим є AkzoNobel Base Chemicals AB. Скоґгалль розташований на острові Гаммаре та вважається передмістям Карлстаду, що знаходиться в 7 км від його центру.